# Skulpturenpark Seckach

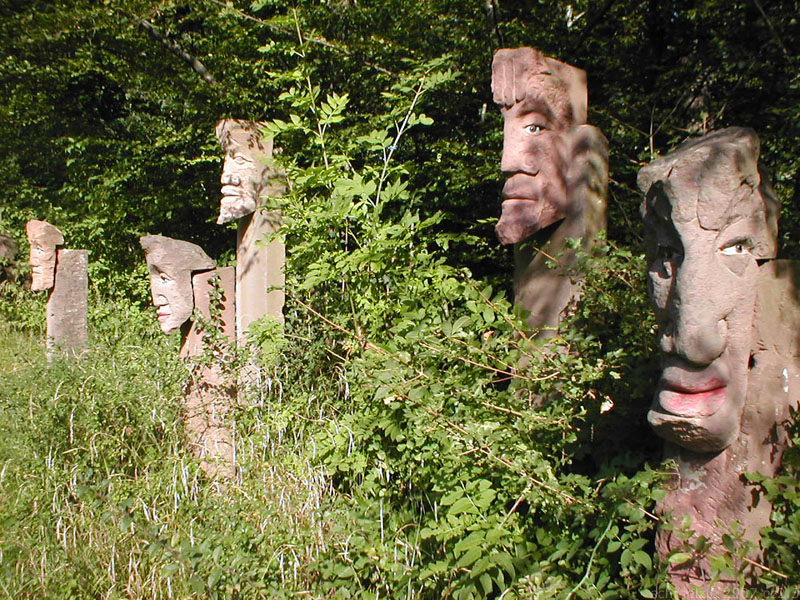
Skulpturengruppe im Skulpturenpark Seckach

Der Skulpturenpark Seckach ist ein rund 12.000 m² großes gemeindeeigenes Waldgrundstück in Seckach im Neckar-Odenwald-Kreis im nordöstlichen Baden-Württemberg, auf dem sich über 80 Skulpturen befinden. Der Skulpturenpark wurde von dem in Seckach wohnhaften Künstlerpaar Marianne und Paul August Wagner 1989 initiiert und seitdem durch Exponate von verschiedenen Bildhauersymposien ergänzt. 2001 wurde das Grundstück auch formell unter der Gemarkungsbezeichnung „Skulpturenpark“ ins Grundbuch eingetragen.
Zu den Künstlern, deren Skulpturen im Park zu sehen sind, zählen: Peter Hörr (Kelkheim/Taunus), Erich Kuhaupt (Frankfurt am Main), Karin Ebert (Heusenstamm), Barbara Saatze und Kuno Saatze (Puchheim), Frank Janson (Freiburg), Sabine Wagner (Rai-Breitenbach), Rolf Fahrbach (Rosenberg), Isolde Marner und Roland Marner (Ravensburg), Angelika Braun (Mannheim) und Ingrid Hornef.
Die in Seckach zu sehenden Skulpturen bestehen überwiegend aus Sandstein, Beton, Metall und Holz. Der Park ist jederzeit öffentlich zugänglich, der Eintritt ist frei. In dem „Arena des Wahnsinns“ genannten Teil des Parks finden alljährlich Freiluftkonzerte statt.

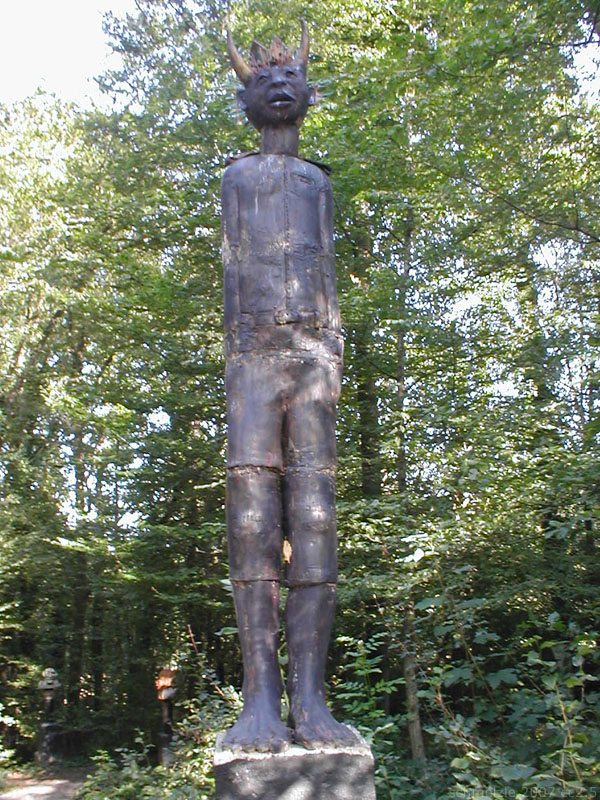
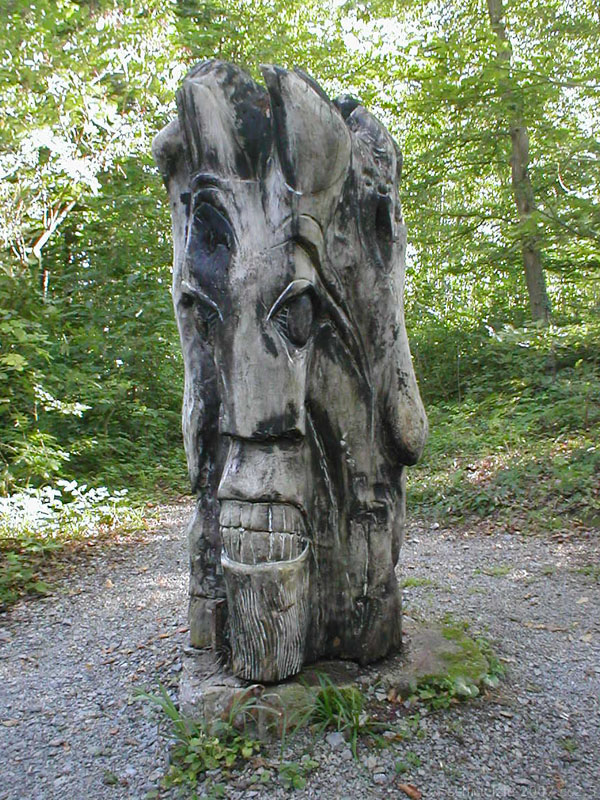